# Deltamethrin
Deltamethrin (ISO-naam) is een insecticide met een breed toepassingsgebied. Het hoort tot de groep van synthetische pyrethroïde-esters (synthetische stoffen analoog aan de natuurlijke pyrethrines), die bij normaal gebruik relatief veilig zijn voor zoogdieren maar wel giftig voor waterdieren, in het bijzonder vissen.
Deltamethrin wordt ingezet in de land- en tuinbouw, maar het kan ook gebruikt worden in gebouwen tegen kruipende of vliegende insecten en spinnen, of om huisdieren of vee te beschermen tegen vlooien en ectoparasieten. Voor honden kan het via een vlooienhalsband of speciale shampoos; voor schapen of runderen zijn er speciale oplossingen om op de rug van de dieren te gieten.
Deltamethrin is niet meer onder octrooibescherming. Merknamen zijn onder andere: Decis (voor gebruik in land- en tuinbouw), K-Othrine (tegen kruipende of vliegende insecten), Butox (voor de bescherming van vee) en de generieke merknaam Deltamethrin.

## Regelgeving
In de Europese Unie is deltamethrin opgenomen in de lijst van toegelaten pesticiden voor gebruik in de landbouw, voor de periode van 1 november 2003 tot 31 oktober 2018.
Als biocide in de productcategorie 8 (houtconserveringsmiddelen) is het niet meer toegelaten in de Europese Unie sedert 1 september 2006. Als biocide in de productcategorie 18 (Insecticiden, acariciden en producten voor de bestrijding van andere geleedpotigen) is het in de Europese Unie wel toegelaten van 1 oktober 2013 tot 1 oktober 2023.

## Toxicologie en veiligheid
De stof is irriterend voor de ogen, de huid en de luchtwegen. De stof kan effecten hebben op het zenuwstelsel, met als gevolg gewaarwordingen aan het gelaat zoals tintelingen, jeuk of branderig gevoel. Inslikken kan de dood veroorzaken.
De stof is giftig voor waterorganismen, in het bijzonder vissen, en voor bijen.